# Carlo Alberto Volpi
Carlo Alberto Volpi (Abbazia, 31 marzo 1936) è un ex calciatore italiano, di ruolo difensore.

## Carriera
Dopo l'esordio nel campionato 1955-56 di IV Serie con lo Jesi, nel 156-57,  passa alla Casertana disputando quattro campionati, tra IV Serie e Serie C per un totale di 109 presenze. Nel 1960-61 passa in Serie B col la Sambenedettese per tre stagioni. Infine dal 1963-64 ritorna a giocare tra le file dello Jesi per quattro stagioni, fino a fine carriera nel 1966-67.